# Campamento minero Puerto Cristal
El Campamento Minero Puerto Cristal es un monumento histórico localizado en la comuna de Río Ibáñez, Región de Aysén del General Carlos Ibáñez del Campo, Chile. Su data de construcción se remonta a la primera mitad del siglo XX, con el auge de la minería que se asentó en la ribera del Lago General Carrera; en efecto, el campamento perteneció a una mina de plomo y zinc.
Pertenece al conjunto de monumentos nacionales de Chile desde el año 2008 en virtud del D. E. 2507 del 5 de agosto del mismo año; se encuentra en la categoría «Monumentos Históricos».

## Historia

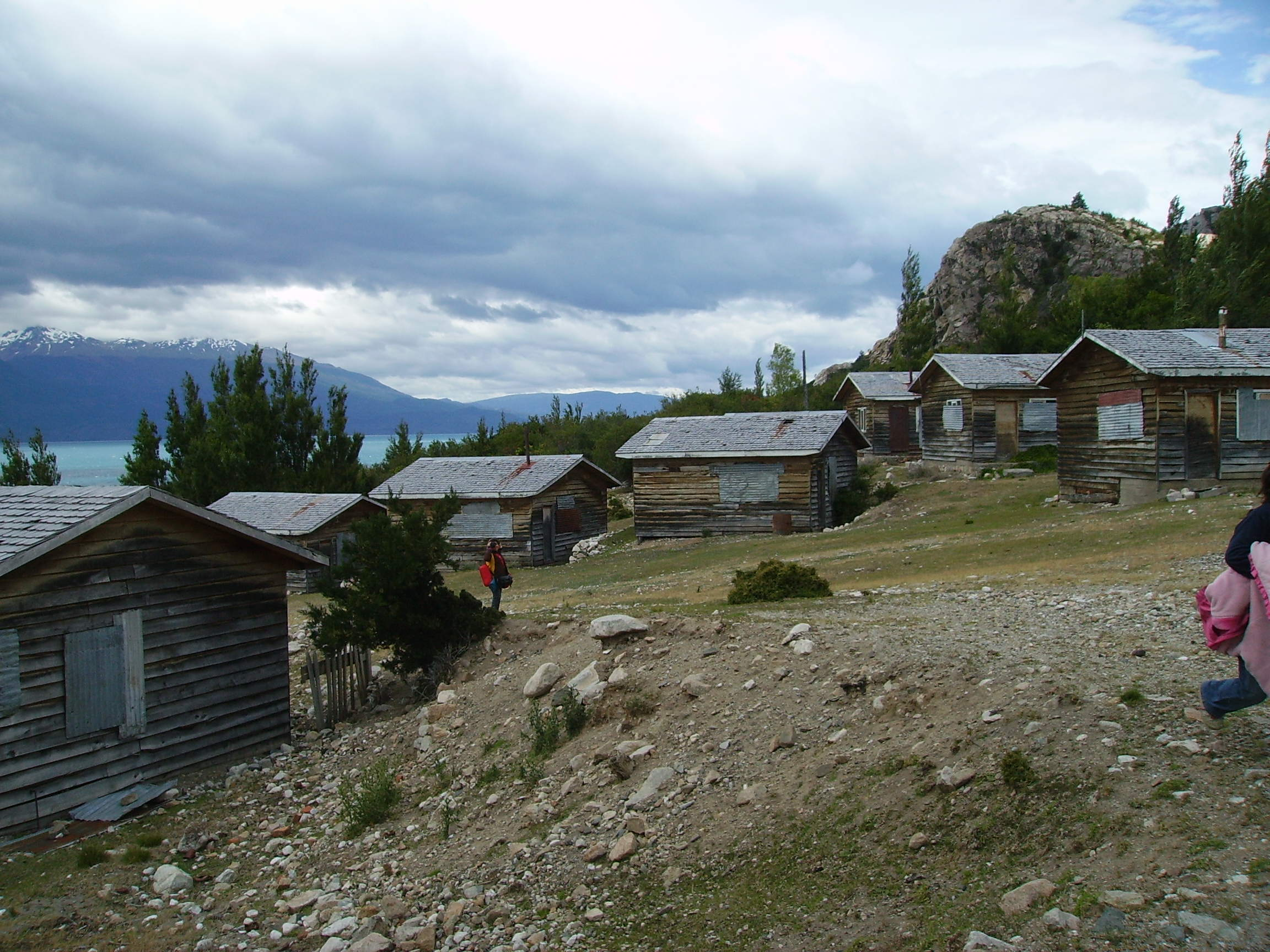
Vista a las viviendas dentro del campamento minero Puerto Cristal.

El descubrimiento de minerales antes de la construcción del pueblo se remonta al momento en que: «La familia Inayao compuesta por seis personas, con la intención de poblar, viajan en la década de los años 30´s  desde Puerto Ingeniero Ibáñez (capital de la comuna de Río Ibáñez) a habitar un sector conocido como los "Caracuces". Allí uno de los cuatro  hijos (Guillermina Inayao) encontró -mientras arriaba caballos junto a uno de sus hermanos- una piedra de colores que llamó su atención. Saturnino Inayao, padre de esta familia, con la ayuda de un vecino contactó a José Antolín Silva Ormeño fundador de Balmaceda y uno de los líderes de la Guerra de Chile Chico. Silva Ormeño entonces viajó hasta Europa para estudiar el mineral e inscribió la mina a su nombre». Desde éste entonces, es conocida como la "Mina Silva", y su fecha de descubrimiento data de 1936.
Tras el descubrimiento e inscripción de la mina y la proliferación de faenas mineras en la ribera del Lago General Carrera, se instaló junto al estero Rocillo en la ribera norte este campamento, que se encuentra localizado aproximadamente a 50 km al sur poniente del Puerto Ingeniero Ibáñez. El campamento abandonado desde 1997, tenía una población conformada principalmente por migrantes provenientes de la Isla de Chiloé, personas de Puerto Montt, y también chilenos que residían en Argentina. Su actividad permitió el desarrollo del mismísimo Puerto Ingeniero Ibáñez así como de Puerto Chacabuco y la región de Aysén en general.
Los primeros registros respecto a la comercialización de minerales en la zona datan desde el año 1931, producción que provenía de la Mina Silva o Puerto Cristal. Luego, el auge de la minería extractiva en las riberas del Lago General Carrera permitió que a fines de la década de 1940 la empresa dueña del campamento ya produjera «9.000 toneladas de concentrado de plomo, 1.000 toneladas de plomo puro y de 5.000 toneladas de zinc que representaban el 50% de plomo y el 40% del zinc producido en Chile».
En el mandato de Jorge Alessandri, para el año 1963 la extracción de minerales en esta zona pasó a ser propiedad del CORFO dado la crisis económica que generó el bajo precio internacional en los metales.
En 1994, la Mina Silva pasa a ser propiedad de "Sociedad Vecam LTDS" «comenzando a operar desde entonces con el nombre de "Minera Rosilo"»

## Interior del campamento
Viviendas, infraestructura de servicios, instalaciones administrativas, y un sector industrial eran los distintos sectores que componían este pueblo. El campamento tenía desde una taller eléctrico, laboratorio relacionado con la minería, escuela (recordada por su nombre G-42), cancha, bodegas portuarias (que eran la entrada al campamento minero), hasta un templo evangélico.  Estos lugares fueron centro de celebraciones y reuniones sociales para los pobladores, realizando bautizos, presentaciones escolares, entre otras. En su momento de más auge, llegó a albergar alrededor de 1.500 habitantes. «Convirtiéndose en una de las localidades pioneras del desarrollo de la región de Aysén».
Para la época, «Puerto Cristal contaba con un sistema moderno de electricidad gratuita para el uso cotidiano de los habitantes, la cual estaba generada desde la corriente natural de las fuentes de agua que caían desde el cerro»
Los materiales que se utilizaron en la infraestructura del campamento fueron madera, piedra y cemento..

## La mina
Quienes habitaron el poblado cuentan que la mina yacía en las alturas, y tenía formas irregulares entre las rocas, pues yace ubicada en lo alto del cerro cristal, tras su descubrimiento en 1936  su explotación comenzó en 1945. Trabajaban entre 70 y 80 mineros por turno. Una de las características de la mina es que el cerro en el que está no era tan estable, por lo que se debió de usar madera para poder sostener los túneles.
Las mina estaba conformada por bolsones bajo la superficie emplazados en mármol pre-paleozoico, Por lo que su formación se debe al magma que se solidificó en grietas antes de emerger a la superficie. «Los minerales que se podían encontrar en las vetas eran arsenopirita, pirita, blenda, calcopirita,galena y tetraedrita.»

## Importancia histórica y uso actual
El auge y la historia de Puerto Cristal es importante para entender cómo ayudó en el desarrollo de la región de Aysén. Así como también la proliferación del extractivismo de metales en el país y cómo se produjo en su zona más austral. Ya que contribuyó a gran parte de sus localidades, además de conectarlas pues «Se crearon nuevas rutas de navegación a través del lago General Carrera que facilitaron la exportación del mineral».
Por esta razón, es que es un monumento histórico, y un patrimonio histórico, ya que muestra la vida obrera de los mineros de esta década y cómo se asentó en la región. 
Hoy en día existe una agrupación social y cultural de pobladores que vivieron y se criaron en este pueblo, llamada "Los Cristalinos", que viajan cada año para continuar reviviendo su experiencia y el legado del campamento.
El turismo es cotidianidad de esta zona en la región de Aysén, ya que Puerto Cristal se encuentra en la misma comuna que Las Capillas de Mármol, Cerro Castillo, y Puerto Ibáñez. En la capital de la región, Coyhaique, se puede encontrar información turística al respecto, así como desde el terminal de buses se puede viajar hasta dichos monumentos e incluso zarpando en transbordador desde Puerto Ibáñez.